# Старокарачинский сельсовет
Старокарачинский сельсовет — сельское поселение в Чановском районе Новосибирской области Российской Федерации.
Административный центр — село Старые Карачи.

## История
Статус и границы сельского поселения установлены Законом Новосибирской области от 2 июня 2004 года № 200-ОЗ «О статусе и границах муниципальных образований Новосибирской области»

## Население
| 2002  | 2010  | 2012  | 2013  | 2014  | 2015  | 2016  |
| ----- | ----- | ----- | ----- | ----- | ----- | ----- |
| 2075  | ↘1636 | ↘1631 | ↘1599 | ↘1549 | ↗1552 | ↗1574 |
| 2017  | 2018  | 2019  | 2020  | 2021  |       |       |
| ↘1566 | ↘1518 | ↘1501 | ↘1474 | ↘1435 |       |       |

## Состав сельского поселения
| № | Населённый пункт    | Тип населённого пункта       | Население |
| - | ------------------- | ---------------------------- | --------- |
| 1 | Осинцево            | деревня                      | ↘451      |
| 2 | Старая Преображенка | деревня                      | ↘436      |
| 3 | Старые Карачи       | село, административный центр | ↘592      |
| 4 | Тайлаково           | деревня                      | ↘157      |